# Accident nucléaire de la baie d'Andreïev
 (juin 2021).
Si vous disposez d'ouvrages ou d'articles de référence ou si vous connaissez des sites web de qualité traitant du thème abordé ici, merci de compléter l'article en donnant les références utiles à sa vérifiabilité et en les liant à la section « Notes et références ».
L’accident nucléaire de la baie d'Andreïev (en russe : Радиационная авария в губе Андреева) a eu lieu à la base navale soviétique 569 en février 1982. La baie d'Andreïev est un dépôt de déchets radioactifs à 55 km au nord-ouest de Mourmansk et à 60 km de la frontière norvégienne, sur la rive ouest de la Zapadnaya Litsa (péninsule de Kola). Le dépôt est entré en service en 1961. En février 1982, un accident nucléaire s'est produit au cours duquel de l'eau radioactive a été libérée d'une piscine du bâtiment no 5. Le nettoyage de l'accident a eu lieu de 1983 à 1989. Environ 700 000 tonnes d'eau hautement radioactive se sont déversées dans la mer de Barents pendant cette période. Environ 1 000 personnes ont participé à l'effort de nettoyage. Vladimir Konstantinovitch Boulyguine, qui était responsable des accidents radioactifs de la flotte, a reçu la distinction de héros de l'Union soviétique pour son travail.

## Dépôt de combustible nucléaire
Le dépôt, construit au début des années 1960, est une base navale sur la rive de la baie de Zapadnaya Litsa. Il se compose de deux jetées, d'un quai d'amarrage fixe, d'une installation d'assainissement, de piscines de combustible usé dans le bâtiment no 5 (inutilisé depuis 1989), de trois conteneurs de stockage à sec de 1 000 m3, une grue de 40 000 tonnes, un dépôt en plein air pour le stockage des conteneurs de combustible nucléaire usagé, un poste de contrôle de sécurité et d'autres installations techniques.

## Bâtimentno5
Le bâtiment no 5 (l'installation de stockage en piscine) contenait deux piscines de stockage des assemblages de combustible usé, enfermées dans des fûts en acier. Chaque fût contenait 5 à 7 assemblages de combustible usé, pesant 350 kg à pleins. Chacune des piscines était de 60 m de long, 3 m de large, 6 m de profondeur, et avait un volume de 1 000 m3. Chacun a été conçu pour environ 2 000 fûts. Les fûts étaient suspendus sous l'eau à l'aide de chaînes massives, qui étaient attachées à des consoles à une certaine distance les unes des autres pour éviter qu'une réaction nucléaire en chaîne incontrôlée ne se déclenche. L'eau servant de protection biologique. Les fûts étaient placés sous l'eau à l'aide de chaînes et d'une grue, mais en raison du manque de fiabilité de la construction, les fûts tombaient souvent au fond de la piscine. En conséquence, les fûts de combustible nucléaire usagé se sont dangereusement empilés au fond.

## Conteneurs de stockage à sec
Les conteneurs de stockage à sec sont constitués de trois blocs souterrains en acier : « 3A », « 2A » et « 2B », 18 m de diamètre, 1 000 m3 chacun. Initialement, les conteneurs étaient conçus comme des structures de filtration des eaux radioactives du bâtiment no 5, mais après l'accident de 1982, ils ont été réaménagés pour servir de stockage à sec pour les déchets nucléaires du bâtiment no 5, ainsi que des sous-marin nucléaires. Chaque conteneur contient des cellules constituées de tuyaux en acier verticaux. Les tuyaux sont placés à une distance définie les uns des autres afin d'éviter de déclencher une réaction nucléaire en chaîne incontrôlée. Chaque tuyau est de 4 m de long, 400 mm de diamètre, et les 250 à 270 mm d'espace entre les tuyaux sont remplis de béton. Le conteneur « 3A » a 900 cellules (pour 900 fûts), tandis que les conteneurs « 2A » et  « 2B » ont chacun 1 200 cellules. Les fûts ont été chargés à l'aide de la grue KPM-40.
Une fois le projet de réaménagement approuvé, 50 cm des couvercles de béton sur les conteneurs ont été brisés afin de charger les fûts. Les conteneurs étant restés à découverts, le chargement a été effectué dans des conditions extérieures, où les précipitations sont tombées à l'intérieur des conteneurs sans couvercle. Les fûts ont été placés dans les cellules, déplaçant l'eau, qui s'est immédiatement transformée en vapeur radioactive, du fait de la chaleur émise par les assemblages combustibles et le vent l'a dispersée sur toute la base. Dans son livre La Baie nucléaire d'Andreïev, A. N. Safonov écrit, citant des chiffres, que le fond des conteneurs n'était pas recouvert d'acier et permettait aux eaux souterraines de s'infiltrer. Pendant l'hiver, les eaux d'origine souterraine à l'intérieur des cellules ont gelé, déformant leurs couvertures en acier.

## Chronologie de l'accident nucléaire
La piscine de droite du bâtiment no 5 a commencé à fuir en février 1982. Trouver des fissures dans le revêtement métallique nécessitait de plonger dans la piscine, ce qui était hors de question en raison des niveaux de rayonnement gamma au voisinage des fûts de déchets nucléaires atteignant 17 000 R h−1. Une tentative de colmatage de la fuite a été faite en versant 20 sacs de farine, remplissant ainsi les fissures de pâte. Cependant, la fuite ne fut pas obstruée et le personnel de service a découvert du givre sur le côté droit du bâtiment. La méthode était clairement inefficace. Le volume de la fuite a été estimé à partir de la taille du givrage à environ 30 l par jour. Une commission composée de spécialistes de la marine et des concepteurs du bâtiment a été créée afin de déterminer la cause de la fuite. La cause la plus probable était la destruction du revêtement métallique de la piscine.
En avril 1982, une étude a montré que la fuite laissait désormais passer 150 l par jour, le givrage sur le côté droit du bâtiment ayant des niveaux de rayons gamma de 1,5 R h−1. La partie sous-sol du bâtiment était remplie de 600 m3 de béton. Cet effort s'est aussi avéré inefficace. 
Fin septembre 1982, la fuite de la piscine de droite atteint des niveaux dangereux de 30 tonnes par jour. Il y a un risque d'exposition des parties supérieures des assemblages de combustible nucléaire, conduisant à une irradiation du personnel de service, ainsi qu'à une contamination de l'ensemble de la baie voisine de Zapadnaya Litsa. Afin de se prémunir contre les rayonnements gamma, il a été proposé de recouvrir la piscine d'un capuchon de fer-plomb-béton puis de déplacer les assemblages de combustible nucléaire vers un stockage à sec.
En novembre 1982, une forte baisse de la quantité de fuite a été détectée, elle est désormais de 10 tonnes par jour. Les experts attribuent cela à l'affaissement du bâtiment sous le poids des couvertures en fer-plomb-béton montées au-dessus de la piscine, pesant des milliers de tonnes. Il a été déterminé plus tard que seule la chance avait empêché l'effondrement de tout le bâtiment.
Décembre 1982 voit l'achèvement de la construction de la couverture sur la piscine de droite, et la piscine de gauche est couverte à 30 %. Toute l'eau de la piscine de droite a été évacuée dans la baie, et la piscine de gauche produit une fuite d'environ 10 t par jour.
Une commission spéciale du ministère de la Défense arrive le 14 février 1983. Elle confirme la fermeture du stockage, à l'exception des travaux liés au nettoyage de l'accident. Plus aucun combustible nucléaire usé n'est apporté dans le bâtiment no 5.
De mars 1983 à septembre 1987, le combustible usé a été déchargé de la piscine de gauche. Tout le combustible a été déchargé et envoyé à l' installation nucléaire de Mayak, à l'exception de 25 fûts, qui n'ont pas pu être extraits. Ils ont tous été enterrés dans du bore pour capter le flux neutronique.
Le 13 décembre 1989, tout le combustible nucléaire usé (environ 1 500 fûts) du bâtiment no 5, à l'exception des 25 restants au fond de la piscine de gauche, a été déchargé. Le bâtiment no 5 n'a plus jamais été utilisé pour stocker du combustible nucléaire usé.
Il y a plusieurs causes qui peuvent avoir conduit à la destruction des piscines, mauvaise qualité des cordons de soudure dans le revêtement des piscines, une activité sismique, La piscine de gauche aurait produit une fuite en raison de l'affaissement du bâtiment sous le poids de la protection biologique (les couvercles en fer-plomb-béton) au-dessus de la piscine de droite ou un changement de température dans l'eau de la piscine de droite.
Les experts considèrent cette dernière comme la plus probable - les changements de température dans l'eau a soumis les cordons de soudure à un stress continu, les déchirant. Lors de la conception du stockage du bâtiment no 5, on a supposé que l'eau serait maintenue à une température constante grâce à la chaleur des assemblages nucléaires suspendus sous la surface. Un système de chauffage de l'eau séparé a donc été jugé inutile. Mais les concepteurs se sont trompés, le rude climat arctique recouvrait la surface de la piscine d'une couche de 20 cm de glace en hiver. Afin de résoudre ce problème, la glace a été fondue à l'aide de vapeur de la chaudière, en violation flagrante du protocole de radioprotection. Un trou a été percé dans la couverture de glace et un tuyau a été inséré dans le trou, de la vapeur a été injecté à travers le tuyau sous la glace, la faisant fondre. Des aérosols radioactifs se sont répandus dans tout le bâtiment et dans l'air extérieur.

### Accident lors du nettoyage
Lors de l'extraction des fûts du fond des piscines, un accident s'est produit qui aurait pu coûter la vie à deux travailleurs. Une fois que la piscine de gauche a été recouverte de couvercles de protection, les agents de nettoyage ont coupé des ouvertures à l'intérieur avec des chalumeaux afin d'alimenter un dispositif de capture qui soulevait les fûts par le bas. Les fenêtres étaient recouvertes de plaques de fer pour protéger les travailleurs des radiations et les empêcher de tomber. Au cours de ces travaux, l'un des ouvriers, un starchina de 1re classe, a marché par inadvertance sur une plaque de fer recouvrant l'une des ouvertures. La plaque n'a pas supporté son poids et il est tombé dans l'eau radioactive de la piscine. Lorsque le travailleur est tombé, ses jambes se sont coincées sous certains fûts de déchets nucléaires et l'eau a éclaboussé les autres ouvriers, qui n'avaient pas non plus d'équipement de radioprotection.
Un instant plus tard, un autre ouvrier, un starchina de 2e classe, sauta héroïquement dans la piscine pour sauver la vie de son camarade. Quelques secondes plus tard, ils ont tous deux refait surface, complètement imbibés d'eau radioactive. Des témoins disent que leurs visages avaient des expressions de terreur totale.
Les deux travailleurs ont été envoyés dans les douches pour décontamination. La flèche du dosimètre passait sans cesse la barre des dizaines de millions de désintégrations bêta. Les deux travailleurs se sont fait épiler les poils de toutes les parties de leur corps, ont dormi séparément de tout le monde et ont reçu de la nourriture à consommer avec des gants en caoutchouc, car leurs corps eux-mêmes étaient désormais des sources de rayonnement gamma. La dose à laquelle ils ont été exposés est inconnue, car leurs dosimètres ont coulé dans la piscine.

### Réaction en chaîne incontrôlée durant le nettoyage
Lorsque des fûts de combustible nucléaire étaient déchargés du bâtiment no 5 pour être chargés dans les conteneurs de stockage à sec, il arrivait souvent que des cellules, déformées à cause des impacts physiques et de la glace, déversaient du combustible nucléaire. Les marins qui travaillent ont ensuite utilisé des pelles pour verser le combustible dans les tuyaux d'acier verticaux encastrés dans du ciment des conteneurs de stockage. Ces actions ont conduit à l'accumulation d'une masse critique et à des réactions en chaîne incontrôlées qui ont suivi, et l'apparition d'un rayonnement de Tchérenkov et émettant un bourdonnement, qui s'est rapidement calmé.
Des éclairs bleu-vert ont également été observés dans la piscine de gauche du bâtiment no 5 lors des travaux de levage des fûts de déchets nucléaires par le bas. Le fait qu'il s'agissait de réactions en chaîne incontrôlées a été confirmé par le physicien, le lieutenant principal Leonid Grigorievitch Konobritski, qui servait alors dans le bâtiment no 5.